# 23 décembre dans les chemins de fer
23 novembre 23 janvier
Chronologies thématiques
- Croisades
- Sports
- Disney

Cette page concerne les évènements qui se sont déroulés un 23 décembre dans les chemins de fer.

## Évènements

### XXesiècle
- 1933 : en France, dans la Seine-et-Marne, entre Pomponne et Lagny-sur-Marne (20 km à l'est de Paris) à 19 h 52 par temps de gel et par brouillard très dense, un train rapide no 25-bis, ayant quitté Paris à 19 h 31 avec 1 h 19 de retard, remorqué par une Mountain Est 241.017 à destination de Strasbourg percute, au km 25,000, l'arrière du train no 55 ayant quitté Paris à 19 h 22 avec 1 h 33 de retard pour Nancy, et qui vient juste de redémarrer. Ce train supplémentaire, remorqué par la 241-038, programmé pour faire face à l'affluence de la veille des fêtes de Noël, était équipé d'anciennes voitures en bois. Les cinq dernières voitures sont pulvérisées par la locomotive du rapide Paris-Strasbourg lancée à plus de 110 km/h. L'accident fait 204 morts et 120 blessés, essentiellement dus à la fragmentation du bois en véritables "poignards" ce qui a multiplié le nombre de victimes. La signalisation était du type block-système mécanique, c'est-à-dire que les signaux étaient des panneaux de tôle manœuvrés par les trains eux-mêmes, et avec des feux lumineux produits par des lampes à pétrole. La couleur indiquant l'avertissement (annonce d'un arrêt) était, avant l'adoption de la signalisation Verlant, verte. Il est vraisemblable que, du fait de l'obscurité, du brouillard, de la faible luminosité des lampes à pétrole et de la couleur verte moins perceptible à l'œil, le mécanicien de la loco rattrapante n'ait rien vu de la position fermée des signaux d'avertissement.

- 1961 : en Italie, en Calabre, un train reliant Cosenza à Catanzaro déraille sur un pont, faisant 71 morts et 28 blessés.

### XXIesiècle
- 2006 : en France, en Gironde, la collision entre un TGV et un véhicule routier à un passage à niveau près de Langon provoque le décès de deux personnes. Une troisième est grièvement blessée.
- 2007 : en Espagne, ouverture de la LGV Madrid-Valladolid